# Abraham Bloemaert
Abraham Bloemaert (ur. 25 grudnia 1564 w Gorinchem, zm. 27 stycznia 1651 w Utrechcie) – holenderski malarz i rytownik.

## Życiorys
Był synem architekta Corneliusa Bloemaerta. Będąc dzieckiem, wraz z rodziną przybył do Utrechtu, w 1575. Malarstwa uczył się w Paryżu, gdzie spędził 3 lata. Miał kilku mistrzów. Mieszkał też w Amsterdamie, w 1597 został obywatelem tego miasta. Około 1611 osiedlił się na stałe w Utrechcie. Jego mistrzami byli m.in. Gerrit Splinter, Joos de Beer, Anthonie van Blocklandt czy Hieronimus Francken.
Był niezwykle płodnym artystą. Malował pejzaże, kompozycje religijne i mitologiczne, sceny rodzajowe, portrety. Zaczął od późnego manieryzmu, około 1620 roku przeszedł na styl wczesnego baroku. Niektóre z jego obrazów porównywane są do stylu Caravaggia.
Uważany jest za jednego z założycieli szkoły malarstwa w Utrechcie.

## Dzieła
- Sąd Midasa –  1635–1640, płótno, 194 x 264 cm, Jagdschloss Grünewald, Berlin
- Wesele Tetydy, 1638, Haga,
- Krajobraz z ucieczką do Egiptu,
- Ukarana Niobe,
- Grający na flecie, Utrecht.
- Historia Apolla i Dafne, Muzeum Narodowe we Wrocławiu